# 태양미사
《태양미사》는 1979년 8월 15일, 고려원에서 발행한 시인 김승희의 첫 번째 시집이다. 1973년 경향신문 신춘문예에 <그림 속의 물>이 당선되어 문단에 데뷔한 이래 6년간 쓴 시를 모아 펴낸 것이다. 데뷔작 <그림 속의 물>로 시작하여 표제작 <태양 미사>로 끝맺는다. 시집 말미에 자기 시의 '모티브'로 '태양으로의 한 걸음', '나의 태양병은 언제 면세(免稅)가 될 것인가', '무너진 신전(神殿)에서'를 제시했다.